# Indifference
«Indifference» es la última canción del álbum Vs. del grupo Pearl Jam. Es la canción más tranquila del álbum y contrasta enormemente con el resto de los temas del álbum, que se caracteriza por su sonido agresivo y fuerte.

## Significado de la letra
En entrevista, Eddie Vedder comentaría que "Indifference" es una canción acerca del sentimiento de insatisfacción que sienten aquellas personas que no han hecho nada relevante en su vida, y que ven como avanza su edad sin que puedan dejar algo o que puedan decir que disfrutaron de lo que vivieron.

## Otras versiones
La canción ha sido tocada por otros artistas en concierto. Se tiene registros de Ben Harper la ha incluido en sus conciertos o la ha interpretado al lado de Pearl Jam cuando coinciden en los conciertos. Otros músicos como Allison Crowe o el grupo Gov't Mule también la han interpretado en vivo.